# فرنتس توت (کشتی‌گیر)
فرنتس توت (مجاری: Ferenc Tóth; ۸ فوریه ۱۹۰۹ – ۲۶ فوریه ۱۹۸۱) کشتی‌گیر اهل مجارستان بود.
وی در مسابقات کشوری و بین‌المللی در مجموع برندهٔ ۲ مدال طلا، ۳ مدال نقره، ۳ مدال برنز شده‌است.